# Kỹ thuật điện ảnh
Kỹ thuật điện ảnh hay kỹ thuật quay phim (tiếng Pháp: cinématographie - xuất phát từ tiếng Hy Lạp κίνημα - kínēma có nghĩa là chuyển động, còn γράφειν - gráphein có nghĩa là ghi lại) là môn nghệ thuật hoặc khoa học về kỹ thuật hình ảnh động. Đó là kỹ thuật quay phim, bao gồm cả việc ghi lại hình ảnh và quá trình phát triển bộ phim. Người đạo diễn hình ảnh (cinematographer), vốn đảm nhiệm hầu hết các công việc liên quan tới kỹ thuật điện ảnh, cũng có thể coi là cộng tác viên hình ảnh chính của đạo diễn.

## Các yếu tố của kỹ thuật điện ảnh
Kỹ thuật điện ảnh chịu ảnh hưởng của nhiều yếu tố khách quan (phim, phương tiện, thiết bị) và chủ quan (nhà quay phim, kĩ thuật viên ánh sáng, âm thanh) khác nhau. Trong đó các yếu tố chính là:

### Vật liệu quay
Vật liệu quay trong kỹ thuật điện ảnh là các cuộn phim ảnh (photographic film). Có nhiều cỡ (gauge) phim khác nhau như 8 mm (dành cho người quay nghiệp dư), 16 mm (bán chuyên nghiệp), 35 mm (chuyên nghiệp) và 65 mm (dành cho các cảnh quay đặc biệt lớn). Bên cạnh cỡ phim, các nhà quay phim còn phải chú ý đến: Độ nhạy sáng ISO có từ 50 (cho tốc độ quay chậm, ít nhạy sáng) đến 800 (cho tốc độ quay rất nhanh, cực kì nhạy sáng); Độ bão hòa màu (saturation); Độ tương phản (contrast, biến đổi từ đen mịn - không phơi sáng đến trắng mịn - phơi sáng hoàn toàn).
Ngày nay khi các máy quay kĩ thuật số bắt đầu được ứng dụng cho việc làm phim, rất nhiều loại phim đã được thay thế bằng các máy quay có các bộ cảm biến (sensor) với tính năng tương đương. Một máy quay hiện đại có thể điều chỉnh sắc độ, độ tương phản, độ nhạy sáng tương đương với việc dùng nhiều loại phim khác nhau. Vì sự tiện dụng này mà tuy có nhiều ý kiến cho rằng chất lượng quay kĩ thuật số không bằng chất lượng quay theo kiểu truyền thống nhưng máy quay kĩ thuật số vẫn ngày càng được sử dụng nhiều để giảm bớt sự phức tạp trong lựa chọn vật liệu quay thích hợp.

### Kỹ thuật in, tráng
Với kiểu quay truyền thống, việc in tráng đóng vai trò quan trọng trong việc xử lý các phim âm bản để cho ra các phim dương bản có chất lượng tốt nhất. Kỹ thuật xử lý buồng tối cũng có thể giúp tạo ra các hiệu ứng hình ảnh đặc biệt. Tuy vậy nó có nhược điểm là đạo diễn phải chờ phim dương bản (dailies), thường là chỉ có sau 1 ngày, để kiểm tra chất lượng của buổi quay trước đó. Còn với việc sử dụng máy quay kĩ thuật số, đạo diễn có thể xem trực tiếp kết quả của các cảnh quay và việc áp dụng thêm các kỹ xảo cũng dễ dàng hơn nhiều.

### Kính lọc
Kính lọc (filter) là thiết bị cho phép tạo ra các hiệu ứng ánh sáng như kính lọc tán xạ (diffusion filter) hoặc kính lọc sắc (color-effect filter). Việc sử dụng bộ lọc tạo ra hiệu quả hình ảnh khác lạ và giúp nhấn mạnh ý đồ của cảnh quay hoặc cả bộ phim. Một trong các nhà quay phim thường hay sử dụng kĩ thuật này là Christopher Doyle, người nổi tiếng với những cảnh quay một tông màu trong các bộ phim của Vương Gia Vệ.

### Thấu kính
Việc thay đổi tiêu cự (focal length) giúp các nhà quay phim tạo nên các góc quay rộng, góc quay trung bình, quay cận cảnh và phóng lớn (macro). Các góc quay rộng (wide-angle) có được với các tiêu cự ngắn trong khi các thấu kính tiêu cự dài cho ta những góc quay hẹp hơn nhưng đặc tả được các vật thể ở xa máy quay. Tiêu cự có thể thay đổi với một ống kính zoom (zoom length) gắn kèm vào máy quay, thiết bị này cho phép thay đổi nhanh chóng tiêu cự, thích hợp với các đại cảnh hoặc các bối cảnh có diện tích lớn. Ngược lại trong các cảnh đặc tả, người ta thường sử dụng loại ống kính một tiêu cự (prime lens) tuy không thay đổi được tiêu cự nhưng lại cho chất lượng hình ảnh tốt hơn so với ống kính zoom và có độ mở (aperture) lớn, cho phép quay trong điều kiện thiếu sáng, đây là loại thấu kính ưa thích nhất của các nhà điện ảnh chuyên nghiệp.
Tiêu cự không chỉ giúp thay đổi độ rộng mà còn giúp thay đổi độ sâu trường ảnh (depth-of-field - DOF) của một cảnh quay, tức là mức độ rõ nét của nền (background) so với các vật thể đặt đúng tiêu điểm (focus) và các vật thể cận cảnh (foreground) của máy. Độ sâu trường ảnh phụ thuộc vào độ mở ống kính (aperture size) và tiêu cự, trường ảnh càng lớn (sâu) khi độ mở hẹp và tiêu cự đặt xa, trong khi trường ảnh hẹp (nông) hơn với độ mở rộng và tiêu cự ngắn. Độ sâu trường ảnh cũng phụ thuộc vào cỡ phim, phim 65 mm có độ sâu ít nhất còn phim 16 mm có độ sâu lớn nhất. Trong bộ phim kinh điển Công dân Kane (Citizen Kane, 1941) của Orson Welles, nhà quay phim Gregg Toland đã sử dụng tiêu cự rất nhỏ để tạo nên những cảnh quay có độ sâu rất rộng góp phần miêu tả chi tiết tất cả vật thể ở nền và cận cảnh, phương pháp này được gọi là tiêu điểm sâu (deep focus) rất hay được sử dụng trong thập niên 1940. Ngày nay xu hướng dùng độ sâu trường ảnh hẹp, hay tiêu điểm nông (shallow focus) được ưa chuộng hơn.

### Tỉ lệ khuôn hình
Tỉ lệ khuôn hình (aspect ratio) của một khung hình là tỉ lệ giữa chiều dài và chiều rộng của khung hình đó. Từ thập niên 1910, các bộ phim điện ảnh thường sử dụng tỉ lệ 4:3 (4 dài 3 rộng) hay 1,33:1, gọi tắt là 1,33. Khi âm thanh được đưa trực tiếp vào phim ảnh, tỉ lệ khuôn hình bị giảm đi trước khi tỉ lệ chuẩn 1,37 được đưa ra năm 1932, tức là tăng độ dày của đoạn tiếp giáp giữa hai khung hình (frame line). Tỉ lệ này được sử dụng rộng rãi cho đến thập niên 1950 khi điện ảnh đứng trước yêu cầu phải thay đổi để tạo sự khác biệt với truyền hình (vốn cũng dùng tỉ lệ khuôn hình gần tương tự). Để tạo ưu thế, các tỉ lệ khuôn hình rộng hơn được đưa ra, ví dụ như tỉ lệ 2,35 của cỡ phim CinemaScope, đến năm 1970 tỉ lệ này tăng lên 2,39:1. Đây là tỉ lệ phổ biến cho các phim nhiều đại cảnh, đặc biệt là phim sử thi và phim phiêu lưu. Còn với các bộ phim thông thường, kích cỡ chuẩn ở Anh và Mỹ là 1,85. Trong khi đó ở châu Âu và châu Á, tỉ lệ này là 1,66.

### Ánh sáng
Một thành phần không thể thiếu trong kỹ thuật quay là ánh sáng. Ánh sáng nhân tạo không chỉ làm tăng cường độ nét của cảnh quay mà còn tạo nên các hiệu ứng hình ảnh, đặc biệt là trong những cảnh cần làm nổi bật cảm xúc của nhân vật. Vì vậy việc sử dụng ánh sáng thế nào cho hợp lý, cường độ sáng, màu sắc, hướng, chất lượng nguồn là rất cần thiết trong kỹ thuật và nghệ thuật quay phim. Trong bộ phim Barry Lyndon (1975), đạo diễn Stanley Kubrick đã tiến một bước đột phá khi thực hiện một số cảnh quay chỉ bằng nguồn sáng của chính bối cảnh để tạo nên các cảnh quay mang màu sắc mới lạ. Tuy vậy việc này không phổ biến vì rất khó tạo nguồn sáng đủ cho các cảnh quay chỉ bằng các vật chiếu sáng của bối cảnh.

### Kỹ thuật quay
Một trong những yếu tố quan trọng nhất của việc quay phim chính là khả năng điều khiển máy quay của nhà quay phim. Góc nhìn của nhà quay phim cực kì quan trọng vì nó chính là góc nhìn của khán giả sau này, vì vậy việc điều khiển máy quay sao cho bộc lộ cảm xúc của cảnh quay và nhân vật ở mức lớn nhất là nhiệm vụ hàng đầu của nhà quay phim. Để ổn định khung hình, các máy quay thường được đặt trên các giá di chuyển êm để tạo khung hình chuyển động mượt, không bị ngắt quãng. Với những cảnh đòi hỏi nhà điện ảnh phải trực tiếp vác máy, cuối thập niên 1970 nhà phát minh Garrett Brown đã sáng chế bộ thiết bị chống rung gắn trực tiếp vào người quay có tên Steadicam.

### Lựa chọn tốc độ khung hình
Tốc độ khung hình hay tốc độ thay đổi khung hình (frame rate) là một trong những đại lượng cơ bản của kỹ thuật điện ảnh, đó là số khung hình xuất hiện trước mắt khán giả trong một đơn vị thời gian với tốc độ quay ổn định. Trong các rạp chiếu phim, tốc độ chuẩn là 24 hình trên giây (24 fps). Với truyền hình hệ NTSC (ở Mỹ) tốc độ này là 30 fps, còn ở châu Âu sử dụng hệ PAL thì tốc độ là 25 fps. Thông thường tốc độ này được giữ chuẩn, tuy vậy khi muốn tạo nên những hiệu ứng hình ảnh do tốc độ quay, người ta thường thay đổi tốc độ quay (tức là thay đổi tốc độ khung hình). Ví dụ với kĩ thuật quay chậm (time-lapse) sử dụng cho các những cảnh ít thay đổi trong thời gian dài như hoa nở, tốc độ quay được giảm xuống 1 hình trên phút (tương đương 1/60 fps) để sau 4 tiếng người ta có 240 hình, tức là tương đương cảnh hoa nở trong vòng 4 tiếng được thu gọn trong 10 giây. Trong các bộ phim hành động, để đặc tả các cảnh chiến đấu người ta thường dùng kĩ thuật quay nhanh, tăng tốc độ khung hình để kéo dài các pha hành động có thời gian rất ngắn. Bộ phim Ma trận (The Matrix, 1999) còn đưa kĩ thuật này lên một mức cao hơn nữa khi sử dụng các tốc độ khung hình khác nhau cho các góc quay khác nhau của cùng một cảnh quay để tạo nên những cảnh chiến đấu mang tính cách mạng trong phim hành động Mỹ. Ma trận đã giành Giải Oscar Kỹ xảo xuất sắc nhất một phần là nhờ vào sáng tạo đột phá này.

## Vai trò của nhà quay phim
Nhà quay phim là người chịu trách nhiệm về các khía cạnh kĩ thuật của hình ảnh như ánh sáng, chọn lựa thấu kính, lọc sắc, độ mở,... Họ phải hợp tác chặt chẽ với đạo diễn để đưa ra những lựa chọn chính xác nhất về mặt nghệ thuật cho cảnh quay. Chính vì vậy bản thân các nhà quay phim cũng góp phần sáng tạo lớn vào quá trình tạo nên bộ phim.